# Antigüedades de sangre

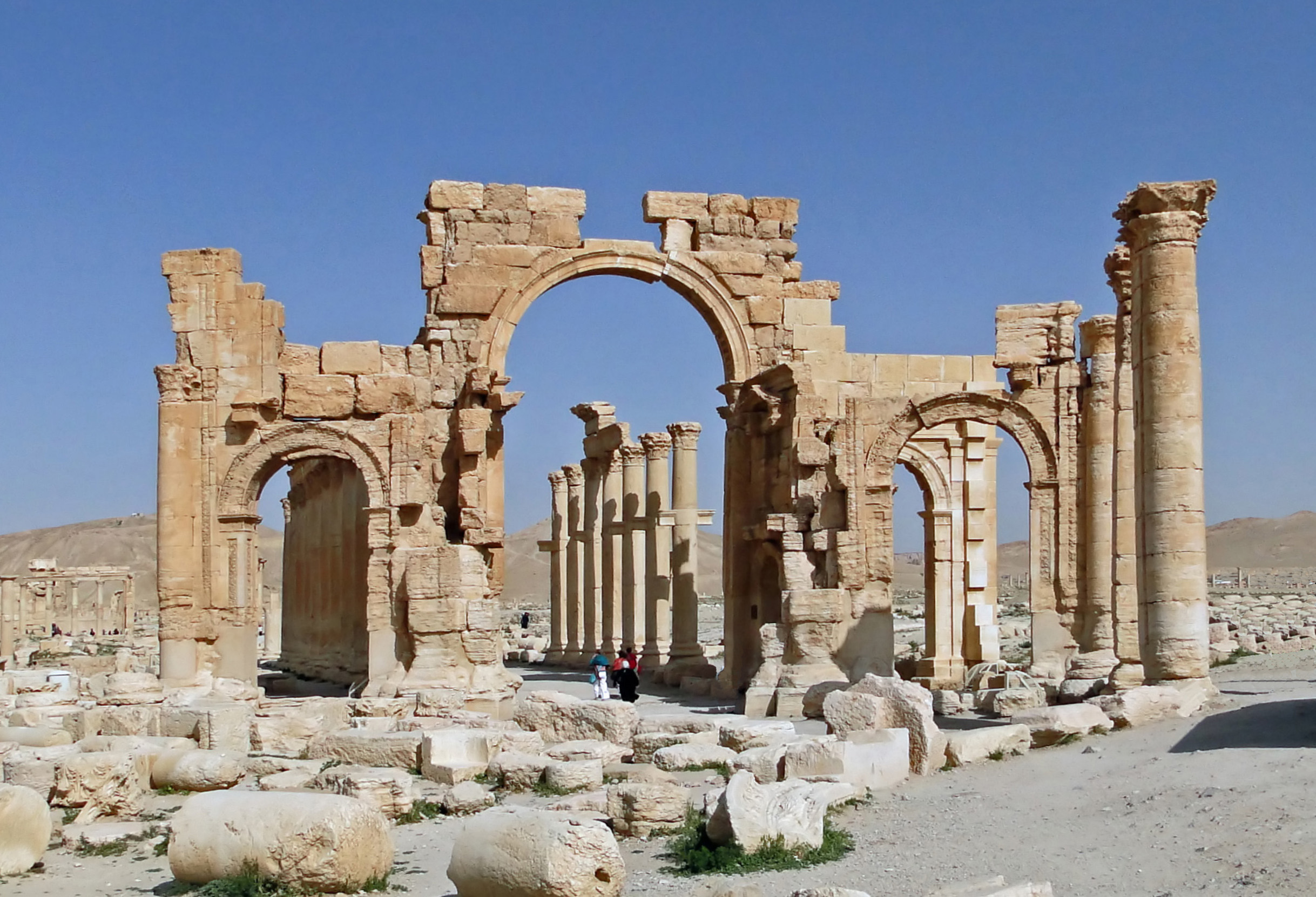
Foto del ya destruido Arco de Triunfo, en el sitio de Palmira (Siria). El Estado Islámico se financió saqueando este y otros sitios arqueológicos como Mosul, Nínive o Apamea, y vendiendo las piezas robadas en el mercado negro online.

Las antigüedades de sangre son objetos arqueológicos que han sido expoliados durante conflictos y han sido utilizados para financiar esas guerras. El saqueo de yacimientos arqueológicos y el tráfico ilícito de bienes culturales es, y ha sido, una práctica habitual para grupos terroristas en zonas de guerra. Las piezas acaban en su mayoría en el mercado negro, galerías de arte y anticuarios de Europa y Norteamérica, o bien en colecciones privadas millonarias. El saqueo de antigüedades de sangre afecta especialmente en Oriente Medio, por ser una zona muy conflictiva y a la vez con una gran densidad de yacimientos arqueológicos.

## Por región

### Irak
Durante la Invasión de Irak de 2003 ocurrieron importantes robos en el Museo Nacional de Irak. Se cuantificaron alrededor de 50.000 piezas, un 25% de todo el patrimonio del museo.
El Instituto Arqueológico de América estima que los ingresos por antigüedades saqueadas está entre $10 y $20 millones anuales. Los grupos terroristas y rebeldes tienen una larga historia sobre el uso de artefactos robados para financiar sus operaciones.

### Siria
Durante la Guerra Civil Siria, el Estado Islámico (ISIS) llevó a cabo el saqueo sistemático de sitios históricos como la principal forma de lucro, tras el negocio del petróleo. Se estima que el ISIS ha ocupado alrededor de 4.500 yacimientos y que los ingresos que se derivan del tráfico de antigüedades suman una cantidad de 100.000.000 USD anuales. La organización terrorista cuenta incluso con una institución interna dedicada a este comercio ilegal.

### Yemen
En Yemen, las antigüedades de sangre están financiando la Guerra Civil que el país lleva sufriendo desde 2015. La Antiquities Coalition (AC) publicó un informe en 2019 en el cual se estima que, solo en los museos del país, han desaparecido 1.631 objetos históricos. A saber, el Museo Nacional de Aden, el Museo Nacional de Taiz y el Museo Nacional de Zinjibar; eso sin contar los muchos yacimientos arqueológicos como el de Shabwa. El tráfico ilícito de estas piezas es una de las principales formas de financiación para grupos terroristas como Al-Qaeda en la Península arábiga (AQAP) y el movimiento hutí.